# Sedan (Kansas)
Sedan – miasto położone w hrabstwie Chautauqua.